# Лауша
Лауша (нем. Lauscha) — город в Германии, в земле Тюрингия.
Входит в состав района Зоннеберг. Население составляет 3691 человек (на 31 декабря 2010 года). Занимает площадь 18,72 км². Официальный код — 16 0 72 011.
Лауша знаменита своими стеклодувами. Долгое время она была одним из центров стеклодувного производства Тюрингии. В 1835 году в Лауше был изготовлен первый в мире глазной протез из стекла (искусственный глаз).
По некоторым сведениям здесь в 1848 были сделаны первые стеклянные ёлочные шары. В дальнейшем, вплоть до 1920-х гг. Лауша была мировым центром производства стеклянных ёлочных украшений.
А во время Великой Отечественной войны на лаушских стеклодувов работали советские военнопленные, заключённые концентрационных лагерей «M.- Stammlager XIII C Hammelburg» и «Oflag XIII D». На мемориальной табличке число похороненных — 3031. По данным комиссии СМЕРШ (ЦАМО) всего погибших — 15 183.

## Достопримечательности
- Музей художественного стекла.